# أمبير مونتانا
امبير مونتانا (بالإنجليزية: Amber Montana)‏ مواليد 2 ديسمبر 1998 في تامبا، الولايات المتحدة، هي ممثلة أمريكية بدأت مسيرتها الفنية عام 2008.

## وصلات خارجية
- أمبير مونتانا على موقع IMDb (الإنجليزية)
- أمبير مونتانا على موقع روتن توميتوز (الإنجليزية)
- أمبير مونتانا على موقع قاعدة بيانات الفيلم (الإنجليزية)
- أمبير مونتانا على موقع كينوبويسك (الروسية)